# Festival La Cabina
El Festival La Cabina es un Festival Internacional de Mediometrajes (películas de entre 30 y 60 minutos) celebrado anualmente en Valencia, España.
Es el único festival de mediometrajes celebrado en España y se creó en 2008. Tiene una sección con mediometrajes a competición (Sección Oficial) y exhibe otros mediometrajes fuera de concurso. La sede actual del festival La Cabina es el IVAM (Instituto Valenciano de Arte Moderno), tras haber celebrado sus primeras tres ediciones en el MuVIM (Museo Valenciano de la Ilustración y la Modernidad).
El festival admite películas de ficción de cualquier género, pero no documentales.
Su primera edición tuvo lugar del 3 al 6 de julio de 2008.
Su segunda edición tuvo lugar del 9 al 13 de diciembre de 2009.
La tercera edición del festival tuvo lugar del 19 al 28 de noviembre de 2010, y la cuarta tendrá lugar del 4 al 13 de noviembre de 2011.
El Festival La Cabina otorga notoriedad al formato del mediometraje considerándolo con todo merecimiento como
una obra de arte para ser exhibida y contemplada en una sala de cine, y con el mismo valor artístico que los largos y los cortometrajes. Muchos directores célebres han realizado mediometrajes en algún momento de su carrera ya que, como señaló el realizador alemán Felix Fuchssteiner en su visita al festival, “cada historia tiene una duración concreta, y cada historia necesita el tiempo que necesita para ser contada”.
La Cabina establece un palmarés con las categorías de mejor mediometraje, actor, actriz, director, guion, fotografía y música.
Cada año, acuden al festival varios de los directores de los mediometrajes exhibidos para una presentación y encuentro con el público.

## Algunos mediometrajes célebres
Une partie de campagne (Jean Renoir, 1936)
Hoy no habrá salida (Andrei Tarkovski, 1960)
Simón del desierto (Luis Buñuel, 1965)
Las vacaciones del cineasta (Johan Van Der Keuken, 1974)
Come parli, frate? (Nanni Moretti, 1974)
Edipo reprimido (Woody Allen, 1989, incluido en la película Historias de Nueva York)
Apuntes del natural (Martin Scorsese, 1989, incluido en la película Historias de Nueva York)
La vida sin Zoe (Francis Ford Coppola, 1989, incluido en la película Historias de Nueva York)
Ficción (Todd Solondz, 2002, incluido en la película Cosas que no se olvidan)
Binta y la gran idea (Javier Fesser, 2004)
La Mano (Wong Kar Wai, 2004, incluido en la película Eros)
Equilibrium (Steven Soderbergh, 2004, incluido en la película Eros)
The Dangerous Thread Of Things (Michelangelo Antonioni, 2004, incluido en la película Eros)
La mort rouge (Víctor Erice, 2006)
I'm Here (Spike Jonze, 2009)

## Ediciones del Festival La Cabina
I EDICIÓN
AÑO 2008 (3-6 julio)
Sección Oficial (a concurso):
En los arrozales (Josep María Vilageliu, España, 2008)
Donde habita el corazón (Carlos León, Cuba, 2007)
La medida de las cosas (Sven Bohse, Alemania, 2005)
Milagro (Evgeny Ruman, Israel, 2006)
Punto (Dusan Popovic, Serbia, 2006)
El mono azul (Carsten Unger, Alemania, 2007)
Bloque (Nikias Chryssos, Alemania, 2006)
Imágenes violentas (Stefan Schaller, Alemania, 2007)
PALMARÉS
Premio al Mejor Mediometraje: Bloque, de Nikias Chryssos
II EDICIÓN
AÑO 2009 (9-13 diciembre)
Sección Oficial (a concurso):
Boys - A-Yi-Deul (Sung-Hyun Yoon, Corea del Sur, 2008)
Calibro 70 (Alessandro Rota, Italia, 2009)
¿Dónde está Max? (Juri Steinhart, Suiza, 2008)
Himnon (Elad Keidan, Israel, 2008)
Las migas (Pierre Pinaud, Francia, 2008)
Lilli (Filippo Ticozzi, Italia, 2008)
Los votos (Lucie Borleteau, Francia, 2008)
Manual de instrucciones (Angela Romboni, Francia, 2009)
Patria (Dani Rosenberg, Israel, 2008)
Fuera de Concurso:
La curva (Felix Fuchssteiner, Alemania, 2003)
Binta y la gran idea (Javier Fesser, España, 2007)
La caza de Gollum (Chris Bouchard, Reino Unido, 2008)
PALMARÉS
Mejor mediometraje: Patria, de Dani Rosenberg.
Mejor Actor: Itay Tiran, por Patria.
Mejor Actriz: Serpentine Teyssier, por Las migas.
Mejor Guion: Angela Romboni, por Manual de instrucciones.
Mejor Dirección: Sung-Hyun Yoon, por Boys.
Mejor Fotografía: Tom Harari, por Los votos.
Mejor Música: Marcel Vaid, por ¿Dónde está Max?
III EDICIÓN
AÑO 2010 (19-28 noviembre)
Fuera de Concurso:
Naturaleza muerta • Stilleben (Marcel Ahrenholz, Alemania, 2005)
Hasta la muerte • Bis in den Tod (Bernard Semmelrock, Austria, 2006)
La cuerda de plata • The Silver Rope (Fabio Guaglione & Fabio Resinaro, Italia, 2006)
Amor de hermano • Bruderliebe (Oliver Kartak, Austria, 2006)
El cielo • Heaven (David Schalko, Austria, 2006)
Sección Oficial (a concurso):
I’m Here • Estoy aquí (Spike Jonze, Estados Unidos, 2009)
El balcón • Balkonas (Giedré Benoirüté, Lituania, 2008)
Por Miriam • Für Miriam (Lars-Gunnar Lotz, Alemania, 2009)
En la sangre • Dans le sang (Katia Jarjoura, Francia/Líbano, 2009)
Piedra, papel o tijera • Marteau Ciseaux (Christophe Lemoine, Francia, 2010)
Enterrad nuestros perros • Enterrez nos chiens (Frédéric Serve, Francia, 2010)
664 km. (Arnaud Bigeard, Francia, 2008)
Comunión • Noce (Christine Riche, Francia, 2009)
Janna y Liv • Janna & Liv (Thérèse Ahlbeck, Suecia, 2009)
Encuentro con Vincent Gallo • Meeting Vincent Gallo (Julien Hallard, Francia, 2008)
El cumpleaños de Nick • It’s Nick’s Birthday (Graeme Cole, Reino Unido, 2009)
Tras las dunas • Hinter den Dünen (Christian Bach, Alemania, 2009)
En la red • Livestream (Jens Wischnewski, Alemania, 2009)
El hermano • Le frère (Julien Darras, Francia, 2010)
La tentación • The Temptation (Nawapol Thamrongrattanarit, Tailandia, 2009)
PALMARÉS
Mejor mediometraje: Enterrad nuestros perros, de Frédéric Serve.
Mejor Actor: Romain Rondeau, por El hermano.
Mejor Actriz: Franziska Petri, por Miriam.
Mejor Guion: Frédéric Serve, por Enterrad nuestros perros.
Mejor Dirección: Julien Darras, por El hermano.
Mejor Fotografía: Audrius Kemezys, por El balcón.
Mejor Música: Aidan Smith, por El cumpleaños de Nick.

La IV EDICIÓN del Festival se celebrará del 4 al 13 de noviembre de 2011. La organización del festival ha publicado la lista de mediometrajes que concursarán este año:

Scenes from the Suburbs (Spike Jonze, EE. UU., 2010)
El sastrecillo • Le petit tailleur (Louis Garrel, Francia, 2010)
Jean-Luc, el perseguido (Emmanuel Laborie, Francia, 2011)
Beirut, el escondite • Beirut Hide & Seek (Darine Hotait, Líbano, 2010)
Rammbock (Marvin Kren, Alemania, 2010)
Querido Padre • Monsieur l’Abbé (Blandine Lenoir, Francia, 2010)
Cicatrices de hormigón • Narben im Beton (Juliane Engelmann, Alemania, 2009)
Ocho 9 • Osiem 9, Paweł (Jóźwiak-Rodan, Polonia, 2010)
Atrapados en Navidad • Captivi de Craciun (Iulia Rugina, Rumanía, 2010)
Las cenizas de Daniel (Boris Kunz, Alemania, 2010)
Twist & Blood (Kuba Czekaj, Polonia, 2010)
Soy una isla • Jag ar en o (Simon Vahlne, Suecia, 2010)
Bora Bora (Bogdan Mirică, Rumanía, 2010)
Hola, nubes • Coucou-les-nuages (Vincent Cardona, Francia, 2010)
Pseudónimos • Les Pseudonymes (Nicolas Engel, Francia, 2011)
Placer (Jota Linares, España, 2008)
El comensal • Guest (Roy Krispel, Israel, 2010)
Jametz • Chametz (Alon Levi, Israel, 2010)
El asesino de Montmartre • Le tueur de Montmartre (Borislav Sajtinac, Francia, 2007)
Philipp (Fabian Möhrke, Alemania, 2010)
Entre nosotros • Parmi nous (Clément Cogitore, Francia, 2011)
El clan • The Gang (Kelvin Sng, Singapur, 2010)

## Curiosidades
El festival toma su nombre del mediometraje de Antonio Mercero (La Cabina, 1972) en el que el actor José Luis López Vázquez queda encerrado en una cabina telefónica.